# Omwindsel

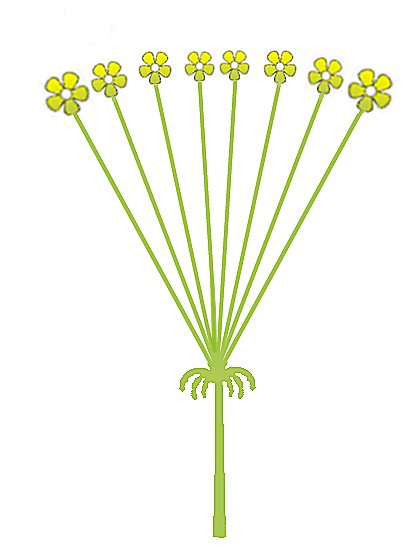
korfje bij enkelvoudig scherm

Een omwindsel is de krans van schutbladen aan de voet van een bloeiwijze.
Een omwindsel komt voor bij de bloeiwijze van de schermbloemenfamilie. De krans van schutbladen aan de voet van de zijassen (bloemstelen) van een scherm. Bij het schermpje (scherm van de 2de orde) wordt het een omwindseltje genoemd.
Ook bij de composietenfamilie komt een omwindsel, bestaande uit één of meer rijen schutblaadjes, voor. Soms is er nog een extra krans van schutblaadjes onder het omwindsel; dit wordt het buitenomwindsel genoemd.
De eendagsbloem (Tradescantia virginiana), die in de volksmond ook wel Mozes-in-het-biezen-mandje wordt genoemd, heeft haar naam te danken aan het omwindsel, dat bij deze plant een soort mandje vormt.

Omwindsel bij composieten
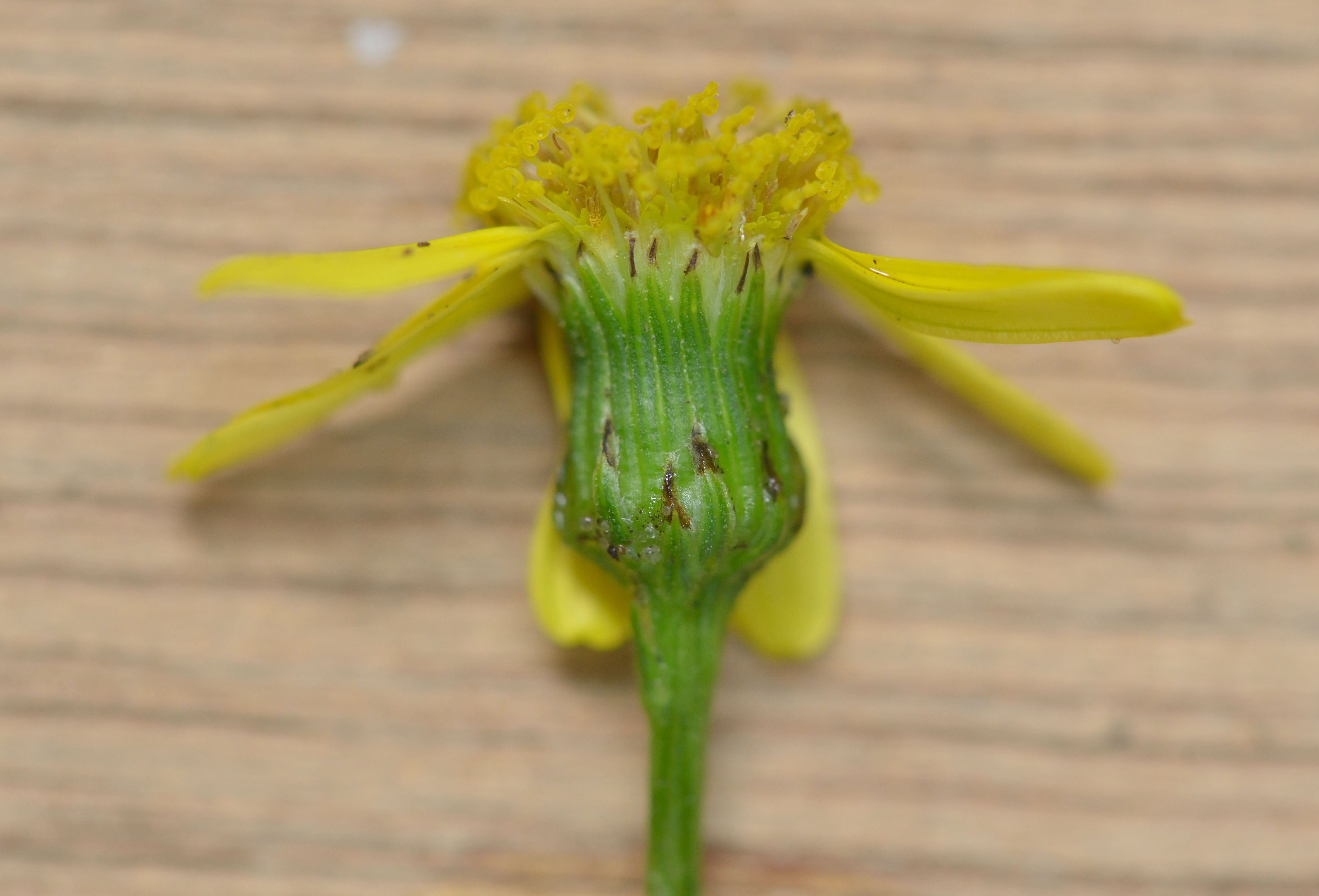
Omwindsel met buitenomwindsel bij de bezemkruiskruid (composietenfamilie)
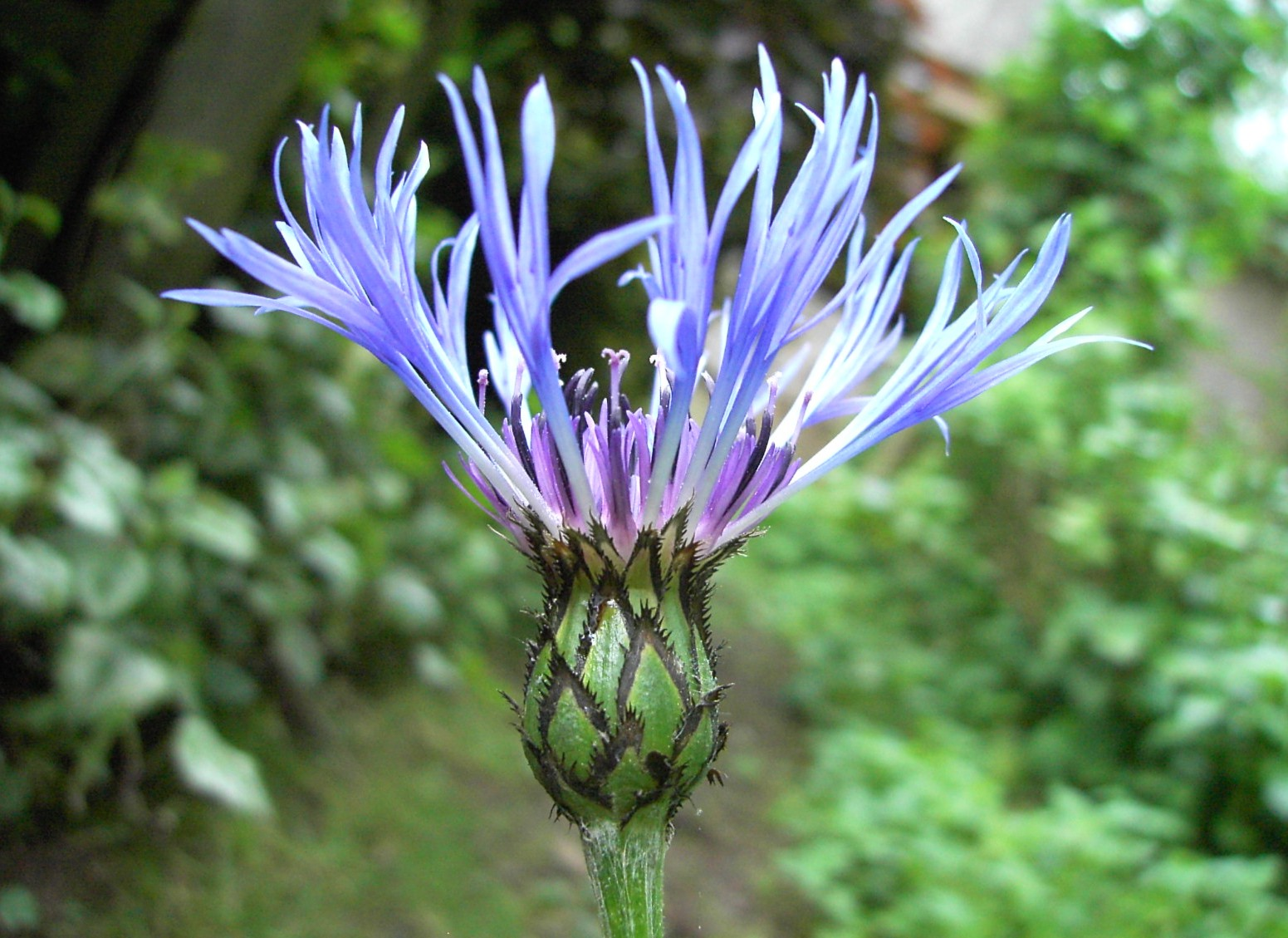
Omwindselblaadjes bij de bergcentaurie (composietenfamilie)
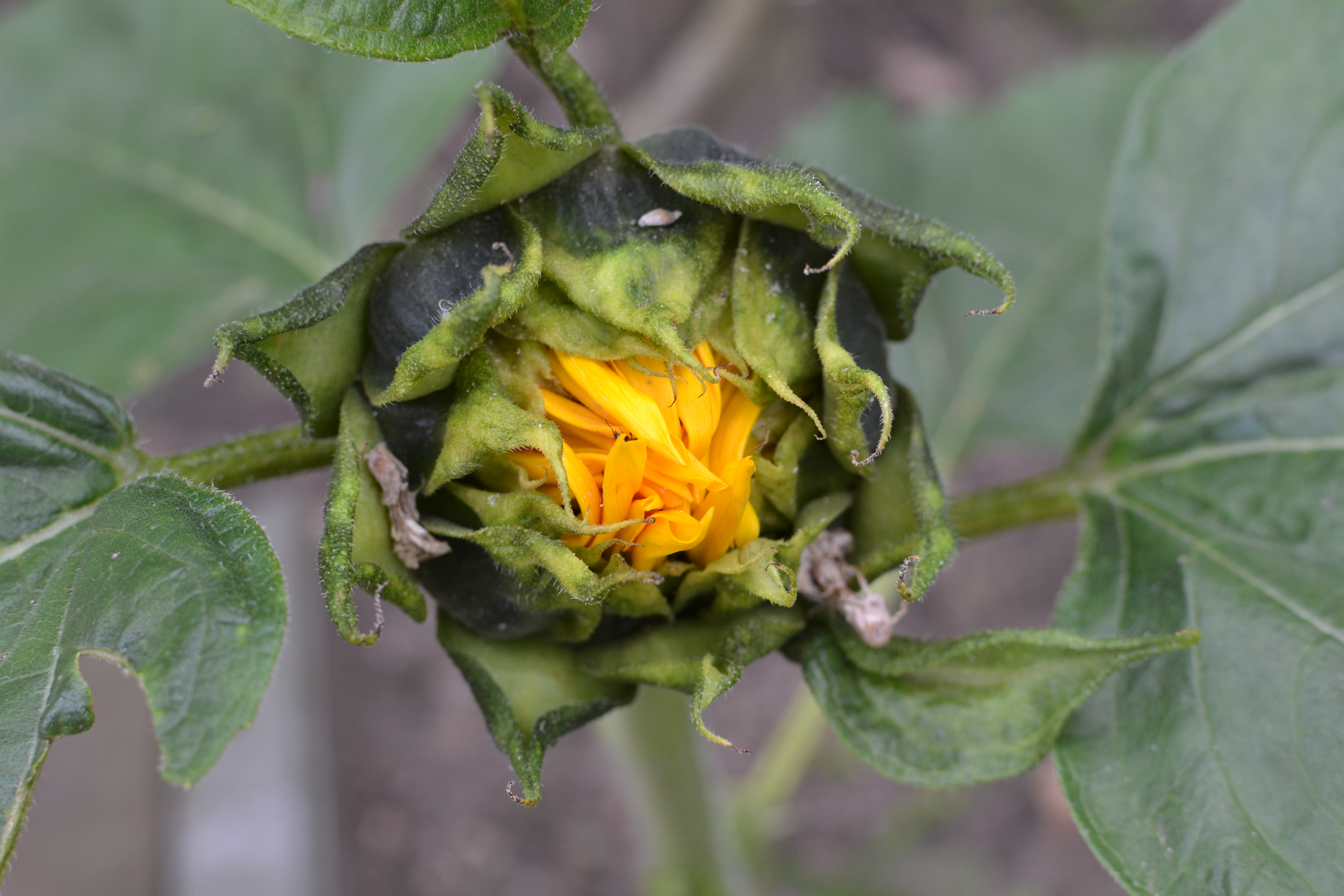
Een zich openende zonnebloem (composietenfamilie), waar het omwindsel de bloemen nog grotendeels omgeeft
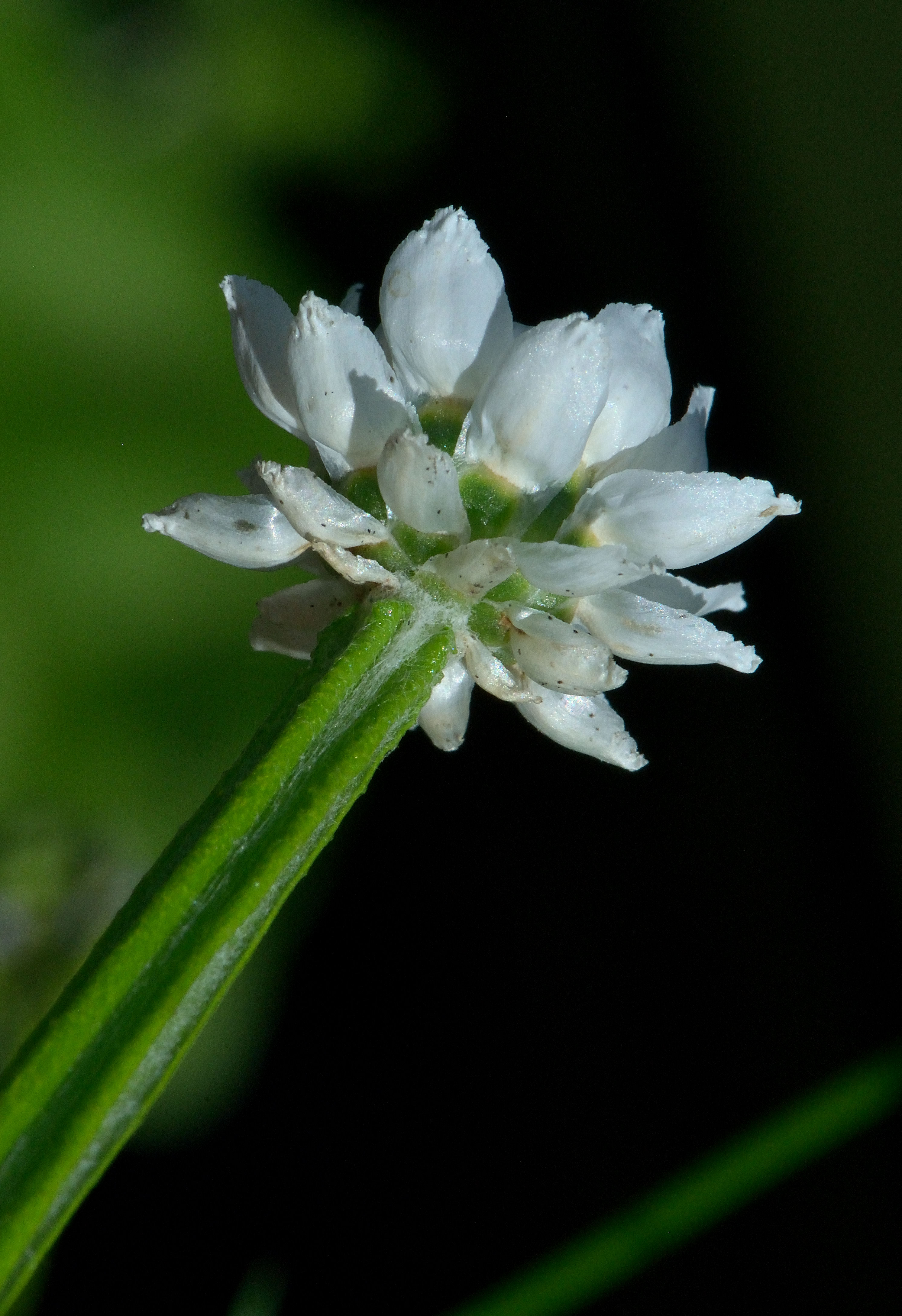
Omwindsel bij Ammobium alatum (composietenfamilie)

Omwindsel o.a. bij schermbloemen
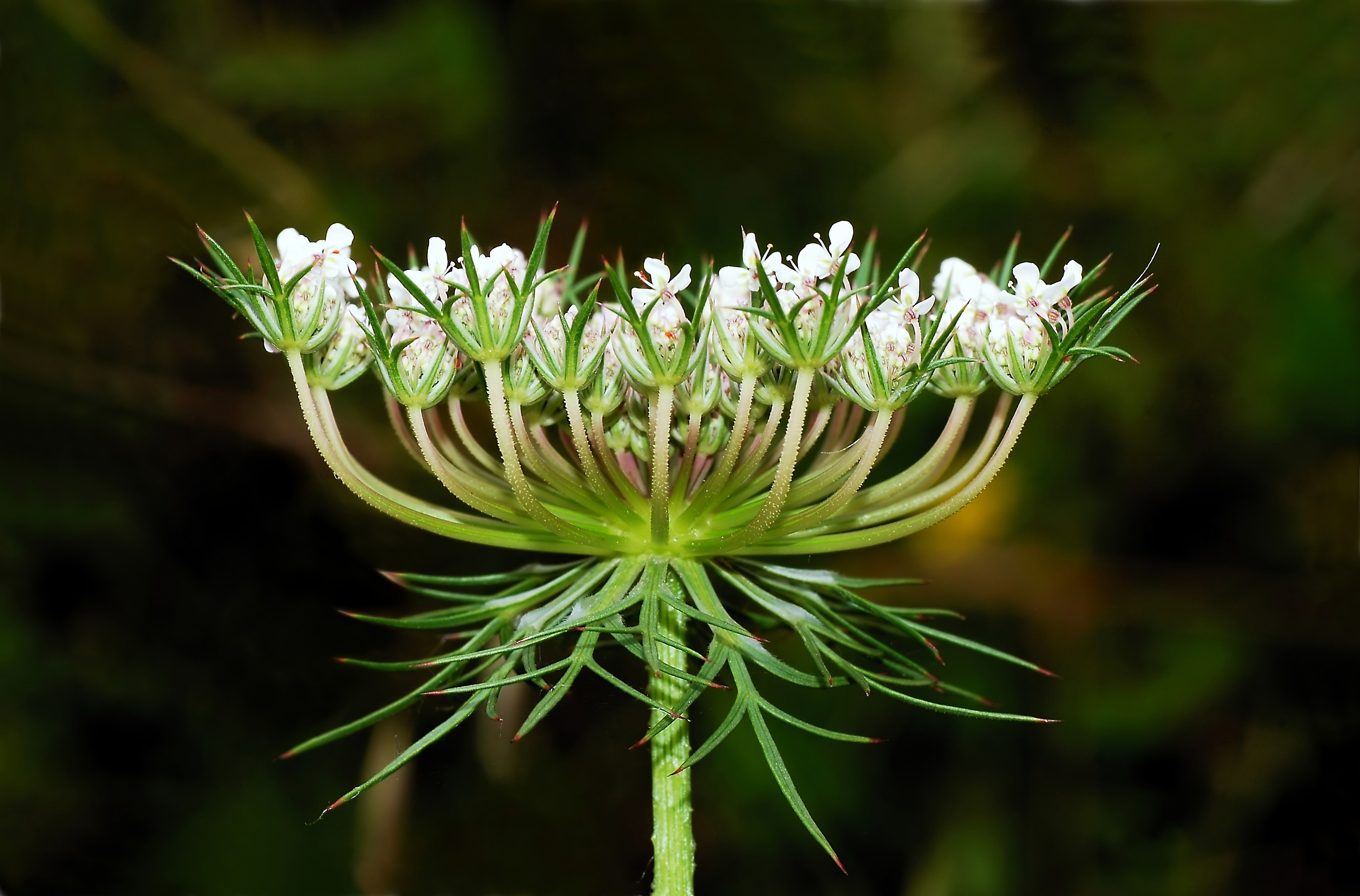
Omwindsel bij wilde peen (schermbloemfamilie)
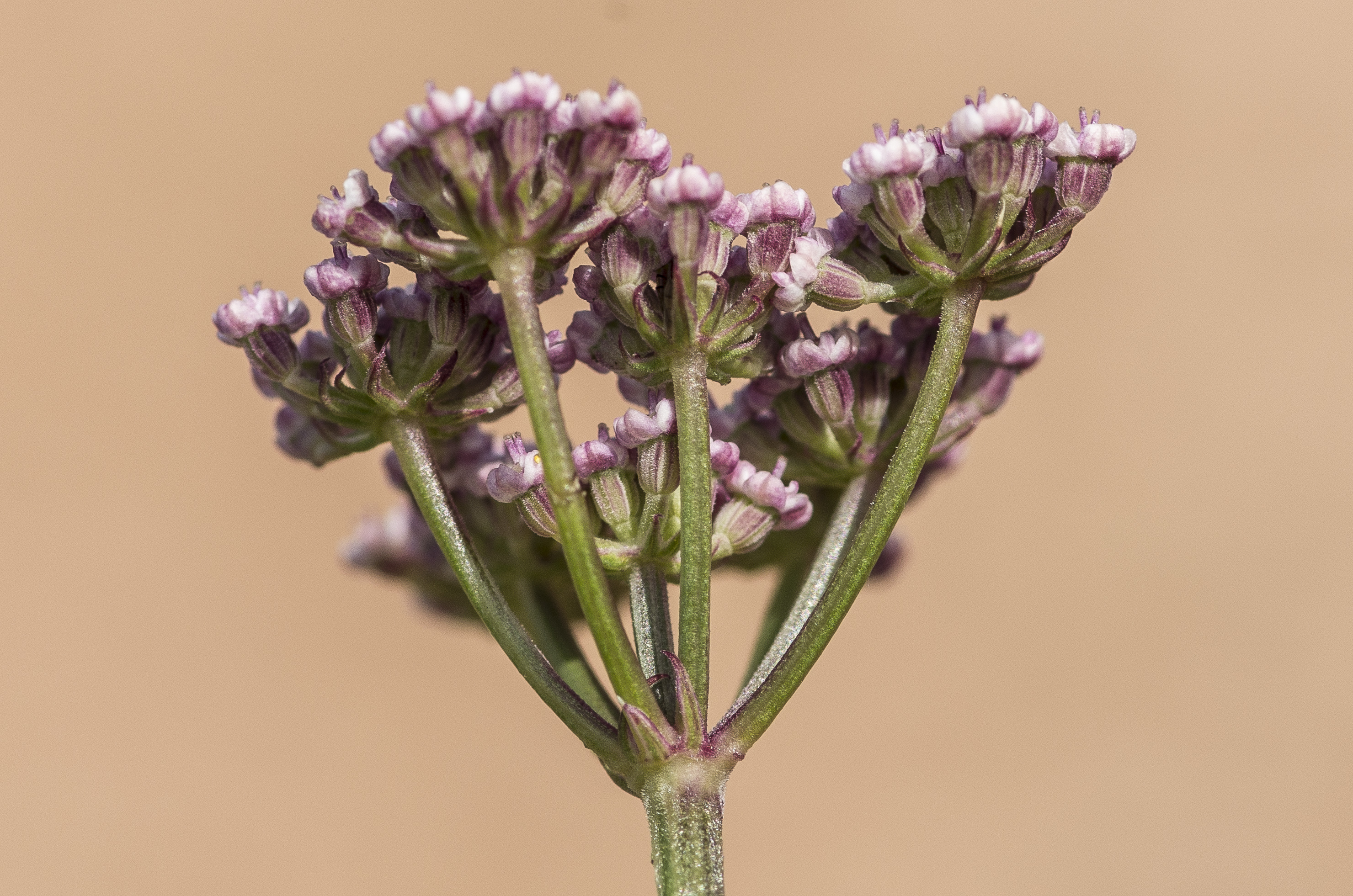
Omwindsel en omwindseltjes bij bergseselie (schermbloemfamilie)
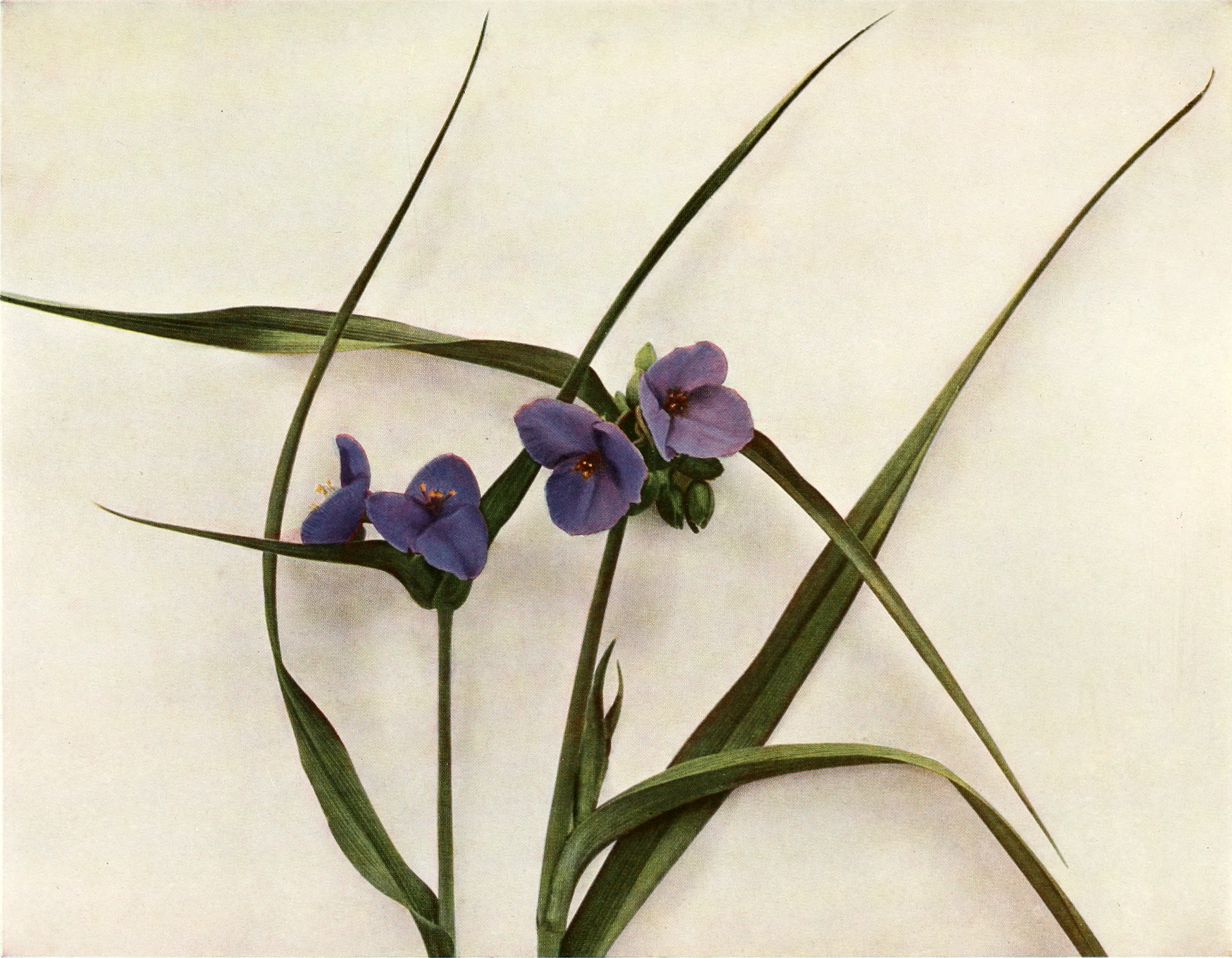
Omwindsel bij de eendagsbloem

1. ↑  De groene blaadjes die onderaan tegen de bloemhoofdjes aanliggen zijn dus geen kelkbladen maar omwindselblaadjes.